# فيليب فورستر
فيليب فورستر (بالألمانية: Philipp Förster) هو لاعب كرة قدم ألماني، ولد في 4 فبراير 1995 في بريتن في ألمانيا. لعب مع نادي نورنبرغ.

## وصلات خارجية
- فيليب فورستر على موقع قاعدة بيانات كرة القدم.إي يو (الإنجليزية)
- فيليب فورستر على موقع بيانات كرة القدم. دي إي (الألمانية)
- فيليب فورستر على موقع Soccerway.com (الإنجليزية)
- فيليب فورستر على موقع عالم كرة القدم.نت (الإنجليزية)